# Gerrie Gerrits
Gerrie Gerrits (Beuningen, 17 juli 1947) is een Nederlands voormalig voetballer die als aanvaller speelde.
Gerrits begon bij Beuningse Boys en kwam op zijn zeventiende in de jeugd bij N.E.C. in Nijmegen. Daar kwam hij in 1966 bij de eerste selectie en debuteerde op 25 september 1966 als invaller na veertig minuten voor Gerard Weber in de thuiswedstrijd in de Eerste divisie tegen DHC '66 (5-0). N.E.C. promoveerde in het seizoen 1966/67 naar de Eredivisie. Daar kwam Gerrits niet meer aan bod en speelde tot 1970 in het tweede team. In het amateurvoetbal kwam hij hierna uit voor DIO '30, in twee periodes voor zowel De Treffers als SV TOP en als speler-trainer voor SCD '33. Hierna werd hij trainer in het amateurvoetbal. Gerrits is de grootvader van voetballer Joep van der Sluijs.